# Gutsbezirk
Gutsbezirke (in Österreich historisch Gutsgebiet) waren den Landgemeinden vergleichbare kommunale Einheiten. Im Gutsbezirk gab es jedoch keine Gemeindevertretung. Vielmehr wurden sie vom jeweiligen Gutsbesitzer verwaltet. Alle öffentlichen Rechte und Pflichten trafen sich daher in seiner oder ihrer Person.
So genannte Gutsbezirke gibt es heute noch in etlichen Ländern der Bundesrepublik Deutschland, meist sind es unbewohnte große Staatswaldungen, Truppenübungsplätze o. Ä. Amtlich heißen sie häufig jedoch gemeindefreie Gebiete.

## Geschichte
Im landwirtschaftlich geprägten Raum Nord- und vor allem Ostdeutschlands bestanden auf dem Territorium Preußens und Mecklenburgs bis in die erste Hälfte des 20. Jahrhunderts mehr als 10.000 Gutsbezirke. Meist waren sie in Ostelbien gelegen, aber auch Schleswig-Holstein (dort als Nachfolger des Adligen Gutes) wies eine bedeutende Anzahl auf. 1928/29 kam es zur Auflösung der meisten Gutsbezirke in Preußen.
Die kommunale Struktur des Landes war früher geprägt von dem Dualismus zwischen
- Einzelhöfen, Dörfern oder Dorfanteilen, auf denen der Adel seinen Sitz hatte („Rittergüter“: selbständige Gutsbezirke) und
- Dörfern, in denen freie Bauern auf eigener Feldmark zusammenwohnten.

Der herrschaftliche Grundbesitz des Rittergutes beruhte auf der Wehrverfassung und dem Lehnswesen der altdeutschen Staaten. Danach wurden als Rittergüter die Landgüter bezeichnet, deren Besitzer dem Landesherren zur Leistung von Ritterdiensten verpflichtet waren. Die „Ritterbürtigkeit“ stand fast ausschließlich dem Adel zu. Dieser leistete Kriegsdienst, der Bauer zahlte Steuern.
Im Übrigen war auch der Landesherr teilweise als bäuerlicher Grundbesitzer tätig, indem er Staatsgüter, die „Domänen“, bewirtschaften ließ. Auch diese waren als Gutsbezirke organisiert.
Auch Städte konnten als Eigentümer von Gutsbezirken auftreten. Diese Gutsbezirke umfassten den direkten städtischen Besitz in ihren Kämmereidörfern.
Zur besonderen Geschichte in Schleswig-Holstein siehe: Adliges Gut.

### Preußen
In den als „Altpreußen“ bezeichneten preußischen Provinzen (Brandenburg, Sachsen, Ostpreußen, Westpreußen, Pommern und Schlesien) stellte der Gutsbezirk einen räumlich abgegrenzten Teil des Landes dar, dessen Gebiet und Bewohner der obrigkeitlichen Gewalt eines Gutsherrn unterworfen war.

#### 19. Jahrhundert
Der Begriff des Gutsbezirks tauchte erstmals im preußischen Gesetz über die Armenpflege von 1842 auf. Historisch bildete sich der preußische Gutsbezirk heraus, nachdem infolge der Bauernbefreiung und der Abschaffung der Erbuntertänigkeit das Obereigentum des Gutsherrn am Bauernland und dem gutsherrlichen Vorwerkland zur bäuerlichen Feldmark und damit zur bäuerlichen Gemeinde gelangte. Zuvor kannte das Allgemeine Landrecht lediglich Dorfgemeinden und über diesen stehende Gutsherrschaften. Ab 1870 trat die bäuerliche Gemeinde in den preußischen Ostprovinzen rechtlich neben den Gutsbezirk, der ein selbständiges kommunales Gebilde darstellte, ohne jedoch, anders als die Gemeinde, eine Körperschaft des öffentlichen Rechts zu sein. In den Rechten und Pflichten war der Gutsbezirk der Gemeinde allerdings nach den Bestimmungen der preußischen Landgemeindeordnung gleichgestellt. Nach der preußischen Kreisordnung von 1872 (KrO) konnten die Gutsbezirke selbständige Amtsbezirke bilden (§ 48 Nr. 2 KrO), die größeren Gutsbezirke, zu denen auch juristische Personen zählten, bildeten einen eigenen Wahlverband für den Kreistag (§ 85 Buchst. a KrO). Die übrigen Gutsbezirke bildeten einen Wahlverband mit den Gemeinden (§ 98 KrO), wobei die Vertretung durch den Gutsbesitzer und nicht durch einen gewählten Vertreter erfolgte.
Der Gutsbesitzer war als Gutsvorsteher vom Landrat zu bestätigen. Er konnte seine Aufgaben an einen Stellvertreter übertragen, als Stellvertreter konnte auch der Vorsteher einer benachbarten Gemeinde bestimmt werden. Die Bestellung eines Stellvertreters war zwingend erforderlich, wenn Gutseigentümer eine unverheiratete oder verwitwete Frau war, das Gut im Eigentum einer juristischen Person stand, die elterliche Gewalt über den Gutsbesitzer seiner Mutter zustand oder wenn Vormund oder Pfleger des Besitzers eine Frau war. Träger der gegenüber dem preußischen Staat bestehenden Rechte und Pflichten war – mit Ausnahme des Schulwesens – der Gutsherr. Bis zum Inkrafttreten der Kreisordnung von 1872 hatte er insbesondere die Polizeigewalt inne, die gutsherrliche Gerichtsbarkeit wurde durch Verordnung vom 2. Januar 1849 abgeschafft.
Gutsbezirke konnten, soweit sie diesen Status nicht bereits vor der Bauernbefreiung besaßen, in den altpreußischen Provinzen vom König zum Rittergut erhoben werden. In Hannover konnte seit 1874 der Oberpräsident Rittergüter bilden und aufheben.
Neben den privaten Gutsbezirken bestanden fiskalische Gutsbezirke (Domänen).

#### Die Auflösung der Gutsbezirke 1928 bis 1930
Am 1. Januar 1928 bestanden in Preußen 11.894 selbständige Gutsbezirke neben etwa 1000 Stadt- und 29.000 Landgemeinden.
Um allen Einwohnern des preußischen Staates die Möglichkeit einer Vertretung ihrer Interessen auf kommunaler Ebene zu ermöglichen, schrieb das preußische Gesetz über die Regelung verschiedener Punkte des Gemeindeverfassungsrechts vom 27. Dezember 1927 in seinem § 11 grundsätzlich die Aufhebung der Gutsbezirke vor. Ab 30. September 1928 und zu späteren Stichtagen wurden danach zum größten Teil alle Gutsbezirke aufgelöst. Auf Grund von Vorschlägen der Landräte wurden sie benachbarten Landgemeinden eingegliedert oder selbst in Landgemeinden umgewandelt. Am 1. August 1930 gab es aufgrund dieser Reform nur noch 275 Gutsbezirke, die meisten waren große Forstgutsbezirke.
Größere Forst- und Wasserflächen blieben aber weiterhin als Gutsbezirke außerhalb der „normalen“ Kommunalstruktur, da sich in ihnen ein Gemeindeleben nicht entfalten konnte, zum Beispiel:
- Gutsbezirk Usedom-Wolliner Haffanteil (Kreis Usedom-Wollin),
- Gutsbezirk Ramucker Heide, Anteil Kreis Allenstein, Forst (Landkreis Allenstein).

### Königreich Sachsen
In Sachsen wurden Gutsbezirke nach der Eingliederung in das Deutsche Reich 1866/1871 geschaffen, so z. B. für den Kasernenkomplex Dresden-Neustadt. Sie sind nach 1918 und erneut 1945 weggefallen. Sie bestanden als besondere Selbstverwaltungskörperschaften. Nach § 82 der sächsischen Reichslandgemeindeordnung (RLGO) zählten die königlichen Schlösser, die bisher keiner Gemeinde angehörigen Staats- und Privatwälder, Kammer- und Rittergüter sowie den Rittergütern gleichgestellte Güter als Gutsbezirke. Anfang des Jahres 1910 bestanden in Sachsen 1218 Gutsbezirke. Die Gutsbezirke wurden durch den Gutseigentümer vertreten, seine Stellung entsprach der einer Gemeindevertretung. Sofern er nicht auf seinem Gut anwesend war, hatte er einen Stellvertreter zu bestimmen.

### Die Verordnung über die Gutsbezirke und gemeindefreien Grundstücke von 1938
Mit der Einführung der reichseinheitlichen Deutschen Gemeindeordnung vom 30. Januar 1935 und der Wiederaufrüstung ergab sich die Möglichkeit, im gesamten deutschen Reich eine einheitliche Regelung über die Gebiete zu treffen, in denen sich – bedingt durch die Wehrmacht – kein Gemeindeleben entfalten konnte. Das waren im Wesentlichen die Truppenübungsplätze.

#### Umwandlung bestehender Gutsbezirke
Die im Land Preußen (einschließlich der 1939 annektierten Gebiete) bestehenden Truppenübungsplätze wurden nach und nach in Gutsbezirke nach Reichsrecht umgewandelt.

#### Preußen
- Rheinprovinz: Luftwaffengutsbezirk Ahrbrück im Landkreis Ahrweiler zum 1. April 1942,
- annektiertes polnisches Gebiet, der Provinz Oberschlesien zugeordnet: Luftwaffengutsbezirk Udetfeld (siehe Flughafen Katowice#Geschichte) im Landkreis Warthenau: vorbereitet, aber nicht mehr durchgeführt,
- annektiertes polnische Gebiet, der Provinz Ostpreußen zugeordnet: Heeresgutsbezirk Mielau (Truppenübungsplatz Nord) in den Landkreisen Mielau, Praschnitz und Zichenau zum 1. Juli 1943.

#### Außerpreußisches Reichsgebiet
- Bayern: Heeresgutsbezirk Hohenfels zum 1. Oktober 1944,
- Württemberg: Heeresgutsbezirk Münsingen im Landkreis Münsingen zum 1. Oktober 1942,
- Reichsgau Wartheland im Landkreis Schieratz: Heeresgutsbezirk Schieratz (Truppenübungsplatz Schieratz) in den Landkreisen Lask, Schieratz und Welun zum 1. Juli 1944,
- Reichsgau Niederdonau im Landkreis Zwettl: Heeresgutsbezirk Döllersheim, Truppenübungsplatz zum 1. April 1941.

#### Generalgouvernement
- Distrikt Radom: Heeresgutsbezirk Mitte Radom (Truppenübungsplatz Mitte) in der Kreishauptmannschaft Radom zum 1. Juli 1943.

## Heutige Rechtslage in Deutschland
In der Bundesrepublik Deutschland ist das Kommunalrecht wieder Landesrecht. Heute werden noch einige gemeindefreie Gebiete in Deutschland als Gutsbezirke bezeichnet, darunter:
- Gutsbezirk Münsingen, Landkreis Reutlingen
- Gutsbezirk Kaufunger Wald, Werra-Meißner-Kreis, Kaufunger Wald
- Gutsbezirk Reinhardswald, Landkreis Kassel
- Gutsbezirk Spessart, Main-Kinzig-Kreis
- Forstgutsbezirk Buchholz, Kreis Segeberg
- Forstgutsbezirk Sachsenwald, Kreis Herzogtum Lauenburg

## Gutsgebiet in der österreichisch-ungarischen Monarchie und im heutigen Österreich
In den deutschen Erbländern der österreichisch-ungarischen Monarchie wurde ab der Revolutionen 1848/1849 die lokale Verwaltung völlig neu gestaltet und die noch weit verbreitete Grundherrschaft abgeschafft. An ihre Stelle trat die als lokale Selbstverwaltungskörperschaft organisierte politische Gemeinde. Im Jahr 1852 rückten die Verfassungsgrundsätze 1851/52 von der ursprünglichen Konzeption, dass jedes Grundstück zu einer Gemeinde gehören müsse, ab. Stattdessen sahen sie vor, dass „der vormals herrschaftliche große Grundbesitz […] von dem Verbande der Ortsgemeinden ausgeschieden“ und als Gutsgebiet unmittelbar der Bezirksbehörde unterstellt werden kann. Die Frage, ob solche Gutsgebiete überhaupt geschaffen werden, blieb den jeweiligen Kronländern überlassen. Von dieser Möglichkeit machten nur die Bukowina und Galizien Gebrauch.
Damit gab es im heutigen Österreich keine Gutsgebiete und auch sonst keine gemeindefreien Gebiete. Heute bestimmt Art. 116 Abs. 1 dritter Satz B-VG: Jedes Grundstück muss zu einer Gemeinde gehören.